# Tamsin Cook
Tamsin Cook (ur. 25 grudnia 1998 w Kapsztadzie) – australijska pływaczka specjalizująca się w stylu dowolnym, wicemistrzyni olimpijska w sztafecie 4 × 200 m stylem dowolnym i medalistka mistrzostw świata juniorów.

## Kariera pływacka
W 2015 roku na mistrzostwach świata juniorów w Singapurze zdobyła trzy medale. Mistrzynią świata została na dystansie 400 m stylem dowolnym, a w finale tej konkurencji ustanowiła nowy rekord mistrzostw (4:06,17 min). Złoto wywalczyła też w sztafecie kraulowej 4 × 200 m. Na dystansie 200 m stylem motylkowym z czasem 2:08,86 min była druga.
Rok później, podczas igrzysk olimpijskich w Rio de Janeiro wraz z Leah’ą Neale, Emmą McKeon i Bronte Barratt zdobyła srebrny medal w finale sztafet 4 × 200 m stylem dowolnym. Na dystansie 400 m stylem dowolnym z czasem 4:05,30 min zajęła szóste miejsce. W konkurencji 800 m kraulem uzyskała czas 8:36,62 min i nie zakwalifikowała się do finału, plasując się na 20. miejscu.

## Życie prywatne
Urodziła się w Kapsztadzie w Republice Południowej Afryki, ale kiedy miała 8 lat przeprowadziła się do australijskiego Perth.